# Municipalità Regionale di Durham
La Municipalità Regionale di Durham è una suddivisione dell'Ontario in Canada, nella regione della Golden Horseshoe. Al 2006 contava una popolazione di 561.258 abitanti. Il suo capoluogo è Whitby.

## Geografia fisica
La regione municipale di Durham si trova a sud dell'Ontario e ad est di Toronto, nell'area metropolitana di Toronto.
La zona meridionale della regione si affaccia sul lago Ontario, ed è la zona più urbanizzata della regione mentre a Nord e una zona rurale e con piccole città.

### Città
- Città di Ajax
- Cittadina di Brock
- Comune di Clarington
- Città di Oshawa
- Città di Pickering
- Cittadina di Scugog
- Cittadina di Uxbridge
- Città di Whitby

Contiene anche una riserva indiana: Mississaugas of Scugog Island.